# Чужой космос
«Чужой космос» — компьютерная игра в жанре вертикального скролл-шутера, разработанная белорусской студией Sahmon Games и выпущенная компанией Акелла (под брендом «Полёт навигатора») в 2005 году. На английском языке игра вышла под названием Astro Avenger, на польском — Gwiezdny Mściciel («Звёздный мститель»). В 2008 году вышел сиквел, названный «Astro Avenger 2: Захват Галактики».

## Игровой процесс

Скриншот игры. В левом нижнем углу отображается красная шкала энергии, в правом нижнем — синяя шкала прочности.

«Чужой космос» является классическим представителем скролл-шутеров. За каждого сбитого противника игроку начисляются деньги, которые можно потратить между уровнями на починку обшивки корабля, пополнение боезапаса и покупку или улучшение оружия. У корабля игрока есть две характеристики: толщина брони и мощность генератора; энергия генератора расходуется на работу корабельных орудий. В отличие от большинства игр жанра, противники, которых игрок не успевает сбить, не скрываются за нижней частью экрана, а заходят ему в хвост. Кроме того, враги не движутся по заранее прописанным траекториям, а динамично реагируют на происходящее, уворачиваясь от выстрелов игрока, прячась за астероидами или пытаясь его окружить. В игре есть выбор из трёх уровней сложности.

## Сюжет
2375 год. Империя землян третий век ведёт успешную экспансию и колонизацию соседних галактик, что приводит к рассвету как космической торговли, так и космического пиратства. Когда земной флот отбывает в очередной поход, пираты под руководством бывшего офицера имперского флота Джека Стоуна узурпируют власть в империи. Игрок принимает на себя роль пилота элитного флота империи, чья задача — разбить пиратский флот и убить узурпатора.

## Разработка и выпуск
Игра вышла в 2005 году. Первые десять уровней распространялись в виде бесплатной демо-версии.

## Награды и критика
Сергей Галёнкин в рецензии для журнала «Домашний ПК» поставил игре 5 звёзд из 5, отметив, что введение искусственного интеллекта отлично дополняет классическую формулу жанра. Он похвалил динамику и визуальный ряд игры, однако отметил, что у неё есть небольшие проблемы с балансом. Михаил «junior» Носков из Absolute Games оценил игру в 70 %, отметив, что к последней трети прохождения игра приедается, но «это всё равно качественная и динамичная аркада, отличное развлечение на пару вечеров».